# 木の葉の子守歌
「木の葉の子守歌」（きのはのこもりうた、Lullaby of the Leaves）は、バーニス・ペトキアが作曲、ジョー・ヤングが作詞したポピュラーソング。

## 収録を行った主なアーティスト
- ジョージ・オルセン（英語版）
- ザ・ベンチャーズ
- ジェリー・マリガン
- ジューン・クリスティ[2]
- エラ・フィッツジェラルド[3]
- オスカー・ピーターソン
- ディジー・ガレスピー[4]
- ラッキー・トンプソン
- ベニー・グッドマン
- チェット・ベイカー
- ビリー・エクスタイン
- ビル・エヴァンス＆トニー・スコット
- アニタ・オデイ